# پوجا گاندی
پوجا گاندی (انگلیسی: Pooja Gandhi؛ زادهٔ ۷ اکتبر ۱۹۸۳) بازیگر و مدل اهل هند است.
از فیلم‌ها یا برنامه‌های تلویزیونی که وی در آن نقش داشته‌است، می‌توان به حادثه، من هستم، جوگایا، باران پیش از موسمی و محل ملاقات اشاره کرد.